# Đorđe Ivanović
Đorđe Ivanović (in serbo Ђорђе Ивановић?; Vukovar, 20 novembre 1995) è un calciatore serbo, attaccante dell'AEK Larnaca.

## Caratteristiche tecniche
È una seconda punta.

## Carriera

### Club
È cresciuto nelle giovanili dello Spartak Subotica.
Nella stagione 2023-2024 ha segnato un gol nella fase a gironi della Conference League.

### Nazionale
Ha esordito con la nazionale serba il 14 novembre 2017 in un'amichevole pareggiata 1-1 contro la Corea del Sud.

## Statistiche

### Presenze e reti nei club
Statistiche aggiornate al 6 gennaio 2017.
| Stagione        | Squadra          | Campionato      | Campionato | Campionato | Coppe nazionali | Coppe nazionali | Coppe nazionali | Coppe continentali | Coppe continentali | Coppe continentali | Altre coppe | Altre coppe | Altre coppe | Totale | Totale | Totale |
| Stagione        | Squadra          | Comp            | Pres       | Reti       | Comp            | Pres            | Reti            | Comp               | Pres               | Reti               | Comp        | Pres        | Reti        | Pres   | Reti   |        |
| --------------- | ---------------- | --------------- | ---------- | ---------- | --------------- | --------------- | --------------- | ------------------ | ------------------ | ------------------ | ----------- | ----------- | ----------- | ------ | ------ | ------ |
| 2013-gen. 2014  | Bačka Subotica   | 3L              | 13         | 3          | CS              | 0               | 0               |                    | -                  | -                  |             | -           | -           | 13     | 3      |        |
| gen.-giu. 2014  | Palić            | 3L              | 11         | 0          | CS              | 0               | 0               |                    | -                  | -                  |             | -           | -           | 11     | 0      |        |
| 2014-gen. 2015  | Senta            | 3L              | 17         | 7          | CS              | 0               | 0               |                    | -                  | -                  |             | -           | -           | 17     | 7      |        |
| gen.-giu. 2015  | Spartak Subotica | SL              | 15         | 3          | CS              | 0               | 0               |                    | -                  | -                  |             | -           | -           | 15     | 3      |        |
| 2015-2016       | Spartak Subotica | SL              | 30         | 5          | CS              | 3               | 0               |                    | -                  | -                  |             | -           | -           | 33     | 5      |        |
| 2016-2017       | Spartak Subotica | SL              | 35         | 8          | CS              | 2               | 1               |                    | -                  | -                  |             | -           | -           | 37     | 9      |        |
| 2017-gen. 2018  | Spartak Subotica | SL              | 21         | 11         | CS              | 0               | 0               |                    | -                  | -                  |             | -           | -           | 21     | 11     |        |
| Totale carriera | Totale carriera  | Totale carriera | 101        | 27         |                 | 5               | 1               |                    | -                  | -                  |             | -           | -           | 106    | 28     |        |
| gen.-giu. 2018  | Partizan         | SL              | 2          | 0          | CS              | 0               | 0               | UEL                | 1                  | 0                  |             | -           | -           | 3      | 0      |        |
| Totale carriera | Totale carriera  | Totale carriera | 144        | 37         |                 | 5               | 1               |                    | 1                  | 0                  |             | -           | -           | 150    | 38     |        |

### Cronologia presenze e reti in nazionale
| Cronologia completa delle presenze e delle reti in nazionale ― Serbia | Cronologia completa delle presenze e delle reti in nazionale ― Serbia | Cronologia completa delle presenze e delle reti in nazionale ― Serbia | Cronologia completa delle presenze e delle reti in nazionale ― Serbia | Cronologia completa delle presenze e delle reti in nazionale ― Serbia | Cronologia completa delle presenze e delle reti in nazionale ― Serbia | Cronologia completa delle presenze e delle reti in nazionale ― Serbia | Cronologia completa delle presenze e delle reti in nazionale ― Serbia |
| Data                                                                  | Città                                                                 | In casa                                                               | Risultato                                                             | Ospiti                                                                | Competizione                                                          | Reti                                                                  | Note                                                                  |
| --------------------------------------------------------------------- | --------------------------------------------------------------------- | --------------------------------------------------------------------- | --------------------------------------------------------------------- | --------------------------------------------------------------------- | --------------------------------------------------------------------- | --------------------------------------------------------------------- | --------------------------------------------------------------------- |
| 14-11-2017                                                            | Ulsan                                                                 | Corea del Sud                                                         | 1 – 1                                                                 | Serbia                                                                | Amichevole                                                            | -                                                                     | 90’                                                                   |
| Totale                                                                |                                                                       | Presenze                                                              | 1                                                                     |                                                                       | Reti                                                                  | 0                                                                     |                                                                       |

## Palmarès

### Club

#### Competizioni nazionali
- Coppa di Serbia: 1

Partizan: 2018-2019
- Coppa di Slovenia: 1

Olimpia Lubiana: 2020-2021

### Individuale
- Capocannoniere della Coppa di Serbia: 1

2019-2020 (5 reti)